# Valeria Golino
Valeria Golino (sinh ngày 22 tháng 10 năm 1966) là nữ diễn viên điện ảnh và truyền hình Ý - Hy Lạp. Cô nổi tiếng qua phim Storia d'amore (A Tale of Love - giải đặc biệt và Cúp Volpi tại Liên hoan phim Venice 1986), Rain Man (giành 4 giải Oscar và Gấu vàng tại Liên hoan phim Berlin 1989, doanh thu hơn 412 triệu USD), Hot Shots! (1991) và Hot Shots! Part Deux (1993), tham gia vai phụ trong phim 36 Quai des Orfèvres khá nổi tiếng của Pháp năm 2004.

## Các phim đã đóng
- Scherzo del destino in agguato dietro l'angolo come un brigante da strada (1983)
- Sotto... sotto (1984) – cameo
- Blind Date (1984) – Girl in Bikini
- Figlio mio infinitamente caro (1985) – Francesca
- Piccoli fuochi (1985) – Mara
- Storia d'amore (1986) – Bruna Assecondati
- Detective School Dropouts (1986) – Caterina
- Dernier été à Tanger (1987) – Claudia Marchetti
- Gli occhiali d'oro (1987) – Nora Treves
- Paura e amore (1988) – Sandra Parini
- Big Top Pee-wee (1988) – Gina Piccolapupula
- Rain Man (1988) – Susanna
- Torrents of Spring (1989) – Gemma Rosselli
- Traces of an Amorous Life (1990)
- The King's Whore (1990) – Jeanne de Luynes
- Hot Shots! (1991) – Ramada Thompson
- The Indian Runner (1991) – Maria
- Year of the Gun (1991) – Lia
- Puerto Escondido (1992) – Anita
- Fallen Angels (TV series) – segment Red Wind (1993) – Eugenie Kolchenko
- Hot Shots! Part Deux (1993) – Ramada Rodham Hayman
- Clean Slate (1994) – Sarah Novak/Beth Holly
- Come due coccodrilli (1994) – Marta
- Immortal Beloved (1994) – Giulietta Guicciardi
- Submission (1995 short)
- Leaving Las Vegas (1995) – Terri
- Four Rooms (1995) – Athena (segment "The Missing Ingredient")
- Il fratello minore (1996 short)
- Danza della fata confetto (1996 short) – Secretary
- Escoriandoli (1996) – Ida
- Escape from L.A. (1996) – Taslima
- I Sfagi tou kokora (1996)
- An Occasional Hell (1996) – Elizabeth Laughton
- Le Acrobate (1997) – Maria
- Alexandria Hotel (1998) – Justine
- L'Albero delle Pere (1998) – Silvia
- Side Streets (1998) – Sylvie Otti
- Spanish Judges (1999) – Jamie
- La vita che verrà (1999 TV mini-series) – Nunzia
- Harem Suare (1999) – Anita
- Tipota (1999 short) – Actress
- To Tama (2000)
- Things You Can Tell Just by Looking at Her (2000) – Lilly (segment "Goodnight Lilly, Goodnight Christine")
- Ivans Xtc (2000) – Constanza Vero
- Controvento (2000) – Nina
- Hotel (2001) – Italian Actress
- L'Inverno (2002) – Anna
- Respiro (2002) – Grazia
- Frida (2002) – Lupe Marín
- Julius Caesar (2002 TV movie) – Calpurnia
- Take Me Away (2003) – Luciana
- San-Antonio (2004) – The Italian woman
- Alive (2004) – Elisa
- 36 Quai des Orfèvres (2004) – Camille Vrinks
- Mario's War (2005) – Giulia
- Texas (2005) – Maria
- Olé! (2005) – Carmen Holgado
- Il Sole nero (2006) – Agata
- Ma place au soleil (2006)
- Actrices (2006)
- La ragazza del lago (2006) – Chiara
- A Casa Nostra (2006) – Rita
- Lascia perdere Johnny (2007)
- Caos calmo (2008)
- Cash (2008)
- La Fabbrica dei Tedeschi (2008)
- Giulia non esce la sera (aka Giulia Doesn't Date at Night) (2009)
- Les Beaux gosses (2009)
- L'uomo nero (2009)
- L'amore buio (2010)
- Laria (2010)
- Come un soffio (2010 short)
- Armandino e il Madre (2010 short)
- Un Baiser Papillon (2011)

## Giải thưởng
| Năm  | Tên phim               | Giải thưởng                            | Hạng mục                         | Kết quả   |
| ---- | ---------------------- | -------------------------------------- | -------------------------------- | --------- |
| 1986 | Storia d'amore         | Venice International Film Festival     | Nữ diễn viên chính xuất sắc nhất | Đoạt giải |
| 1987 | Storia d'amore         | Nastro d'Argento                       | Nữ diễn viên chính xuất sắc nhất | Đoạt giải |
| 2002 | Respiro                | Nastro d'Argento                       | Nữ diễn viên chính xuất sắc nhất | Đoạt giải |
| 2003 | Respiro                | Festival international du film d'amour | Nữ diễn viên chính xuất sắc nhất | Đoạt giải |
| 2003 | Respiro                | David di Donatello                     | Nữ diễn viên chính xuất sắc nhất | Đề cử     |
| 2004 | Prendimi e portami via | Nastro d'Argento                       | Nữ diễn viên chính xuất sắc nhất | Đề cử     |
| 2006 | Mario's War            | David di Donatello                     | Nữ diễn viên chính xuất sắc nhất | Đoạt giải |